# Sahipataoğulları
Els Sahipataoğulları. és el nom d'una dinastia de begs (beis, beys) turcmans d'Anatòlia fundada per Fakhr al-Din Ali Sahip Ata un dels últims visirs seljúcides del sultanat de Rum durant el període dels beilicats. Després de 1265 els seus fills s'instal·laren a Afyonkarahisar. Els seus descendents s'hi van mantenir fins a 1341; el principat fou llavors annexionat al dels germiyànides. Els Sahipataoğulları deixaren importants treballs d'arquitectura.

## Història del beilicat

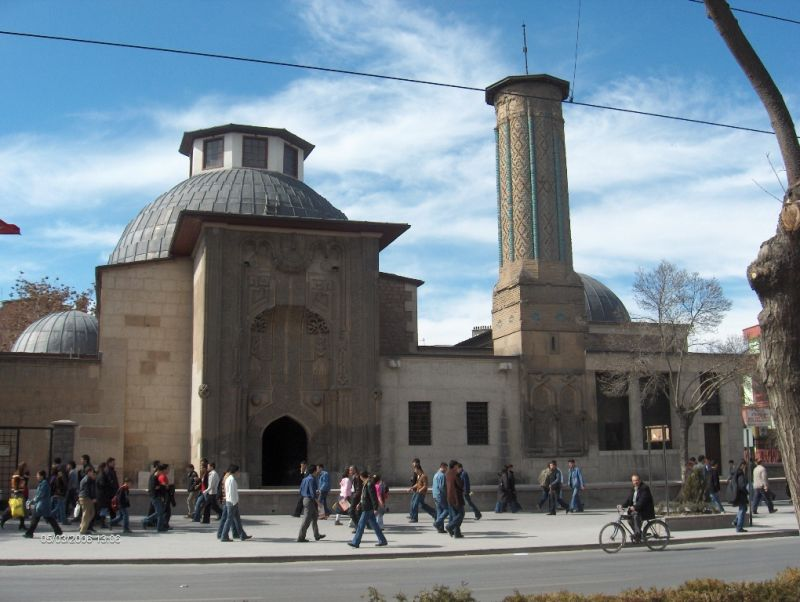
Madrasa Ince Minareli a Konya construïda per ordre de Sahip Ata vers 1260-1265

Els primers a ocupar funcions oficials a Afyonkarahisar foren els dos fills de Sahip Ata, Taceddin, Hüseyin i Nusreddin Hasan, conjuntament nomenats governadors de la plaça forta d'Afyonkarahisar, lloc fronterer amb l'Imperi Romà d'Orient el 1271. El territori comprenia les terres entre Kütahya, Beyşehir i Akşehir. La capital era Afyonkarahisar. Sahip Ata va regnar sobre aquest principat conjuntament amb els seus fills. Afyonkarahisar és una posició fàcil de fortificar. El 1271, Sahip Ata hi va fer construir una gran mesquita amb coberta de carcassa posada sobre pilars de bosc. Sahip Ata va reprimir la rebel·lió de l'emir turcman de Deñizli així com la dels amotinats turcmans dels voltants d'Afyonkarahisar i de Sandikli. Els dos fills de Sahip Ata moriren en el transcurs dels combats contra l'usurpador Alaeddin Siyavu Jimri el 1276/77
Acusat de traïció pel kan mongol Abaqa, el gran visir Mu'in Ad-dîn Suleyman «Pervane» fou executat el 2 d'agost de 1277. Després d'aquesta mort Sahip Ata esdevingué el nou gran visir del sultanat de Rum. Sahip Ata va morir abans de 1289. Com els seus fills van morir abans que ell, fou el seu net Şemseddin Ahmed (fill de Nusreddin Hasan) qui prengué les funcions de bei a Afyon.

### Şemseddin Ahmed
Şemseddin Ahmed era el gendre del beilicat de Germiyan. Va ser mort el 1287, deixant dos fills:
- Nusreddin Ahmed que el va succeir.
- Muzaffereddin[14] Devlet.[15]

### Nusreddin Ahmed
Durant el regnat de l'Ilkhan Abu Saïd Bahadur, l'emir Coban va arribar a Anatòlia. Nusreddin Ahmed fou un dels que es declaren vassalls dels il-kànides (1314). Timurtaş, fill segon de Coban, fou nomenat governador d'Anatòlia (1319). Timurtaş intentà posar ordre a la regió. El principat va fer en principi part dels territoris vassalls de l'Il-kanat. A l'inici havia estat constituït per tota la regió a l'entorn d'Afyonkarahisar, però ara estava reduït a la ciutat i a la rodalia. El 1321, Timurtaş es va revoltar contra els Ilkhans i va fer aliança amb els mamelucs d'Egipte. Coban el va convèncer de sotmetre's i obtingué d'Abu Saïd Bahadur el perdó i el seu manteniment en les funcions de governador d'Anatòlia. En acostar-se Timurtaş, Nusreddin Ahmed) es va refugiar amb la família de la seva mare al palau dels germiyànides a Kütahya (durant el regnat de Yakub Bey I, abans de 1325).
El 1327, Coban, caigut en desgràcia, fou mort per orde de l'Ilkhan. Timurtaş es va refugiar a Egipte. Ben rebut al principi per An-Nasir, fou aviat executat per aquest a petició d'Abu Saïd Bahadur el juliol/agost de 1328.
Després de la fugida de Timurtaş, Nusreddin Ahmed va poder tornar a Afyonkarahisar tot reconeixent la tutela dels Germiyànides. Es considera que va viure almenys fins a 1342.
Després de la mort de Nusreddin Ahmed, el principat fou finalment annexat al beilicat dels germiyànides. Els fills de Muzaffereddin Devlet van conservar una certa influència durant el període de domini dels germiyànides fins al punt que en aquesta època, Afyon era anomenada Kara-Hisar-i Devlet.

## La dinastia

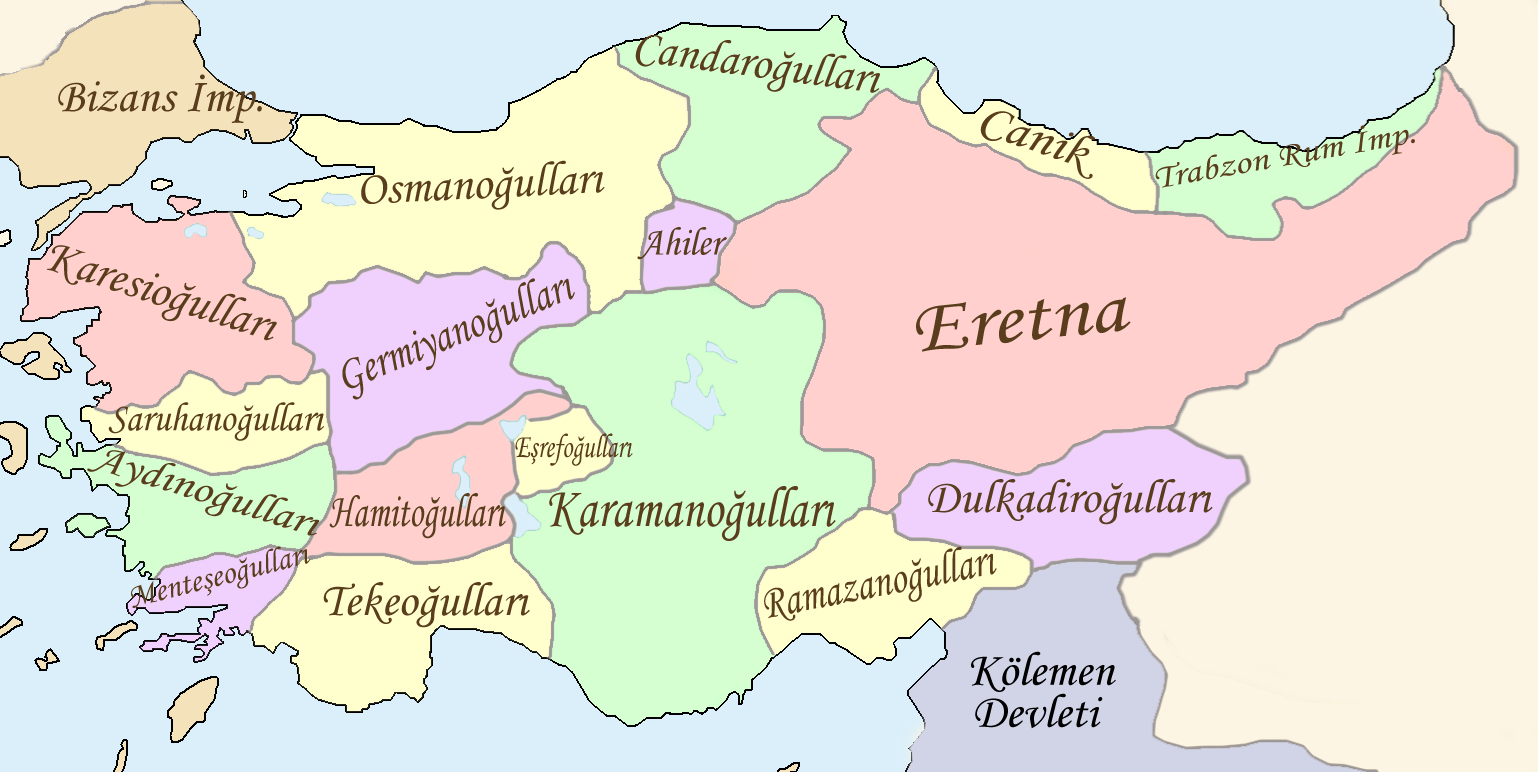
Mapa dels beilicats d'Anatòlia formats després de la batalla del Kösedağ (26 de juny de 1243). El beilicat dels Sahipataoğulları estava entre el dels hamídides, el dels germiyànides i el dels Ashraf Oghullari (Eşrefoğulları)

.
| 1250-abans de 1289. | Sahib Ata 'Ala' Fakhr al-Din Ali | Sahip Ata Fahreddin Ali |                 | Visir dels sultans seljúcides de Rum       |
| après 1265-1277     | Nusrat al-Din Hasan              | Nusreddin Hasan         | Sahip Ata       | Governadors d'Afyonkarahhisar conjuntament |
| après 1265-1277     | Taj al-Din Husayn                | Taceddin Hüseyin        | Sahip Ata       | Governadors d'Afyonkarahhisar conjuntament |
| 1285-1287           | Shams al-Din Ahmad               | Şemseddin Ahmed         | Nusreddin Hasan |                                            |
| 1287-abans de 1343  | Nusrat al-Din Ahmed              | Nusreddin Ahmed         | Şemseddin Ahmed | annexió al beilicat dels germiyànides      |